# Kennet (fiume)
Il Kennet è un fiume del Wiltshire e del Berkshire, affluente del Tamigi.

## Geografia
Nasce a Swallowhead Spring a Silbury Hill e scorre verso sud prima di biforcarsi verso est. Attraversa Marlborough (dove riceve le acque dell'Og), Hungerford (dove gli si innesta il Dun) e Newbury prima di immettersi nel Tamigi a Reading.
Fa parte della rete di collegamento fluviale tra Londra e Bristol, via Tamigi, Kennet, canale Kennet e Avon e Avon.